# Garbsen
Garbsen je město v německé spolkové zemi Dolní Sasko. Je druhým největším městem zemského okresu Hannover. Garbsen leží na řece Leine přibližně 11 kilometrů severozápadně od Hannoveru, správního centra zemského okresu a hlavního města celé spolkové země. Město vzniklo v roce 1967 sloučením dvou obcí a bylo dále rozšířeno roku 1974 připojením několika dalších vesnic. V roce 2013 zde žilo téměř 60 tisíc obyvatel.

## Historie
Raná historie města je spjata se založením kláštera Marienwerder na území dnešní stejnojmenné městské části Hannoveru roku 1196 a také se vznikem hrabství Lauenrode ve 13. století, které se rozkládalo v oblasti městské části Schloß Ricklingen dnešního Garbsenu. Název města pochází zřejmě z jména Gerbershausen, které bylo poprvé zmíněno v dokumentech roku 1223. V oblasti se nezávisle na sobě vyvíjelo několik samostatných vesnic, jejichž hlavním zdrojem obživy bylo především zemědělství. V roce 1925 pracovala téměř polovina zdejší populace v zemědělství. Rozvoj chemického průmyslu v továrně Riedel-de Haën (dnes Honeywell) spolu se vznikem pobočky společnosti Contitinental AG v roce 1938 a továrny společnosti VARTA v letech 1938 a 1939 vedl ke změně charakteru sídla, které získalo průmyslový ráz. 1. ledna 1967 došlo ke sloučení obcí Garbsen a Havelse v jeden sídelní útvar, který získal 17. června 1968 městská práva. Město patřilo nejprve k zemskému okresu Neustadt am Rübenberge, později bylo začleněno do zemského okresu Hannover. V rámci regionální územní reformy byly k městu připojeny do té doby samostatné obce Schloß Ricklingen, Horst, Meyenfeld, Frielingen, Osterwald Oberende, Osterwald Unterende, Stelingen, Berenbostel a Heitlingen.

## Partnerská města
- Hérouville-Saint-Clair, Francie
- Rødding, Dánsko
- Bassetlaw, Spojené království
- Farmers Branch, Texas, Spojené státy americké
- Schönebeck, Sasko-Anhaltsko, Německo
- Września, Polsko

## Galerie

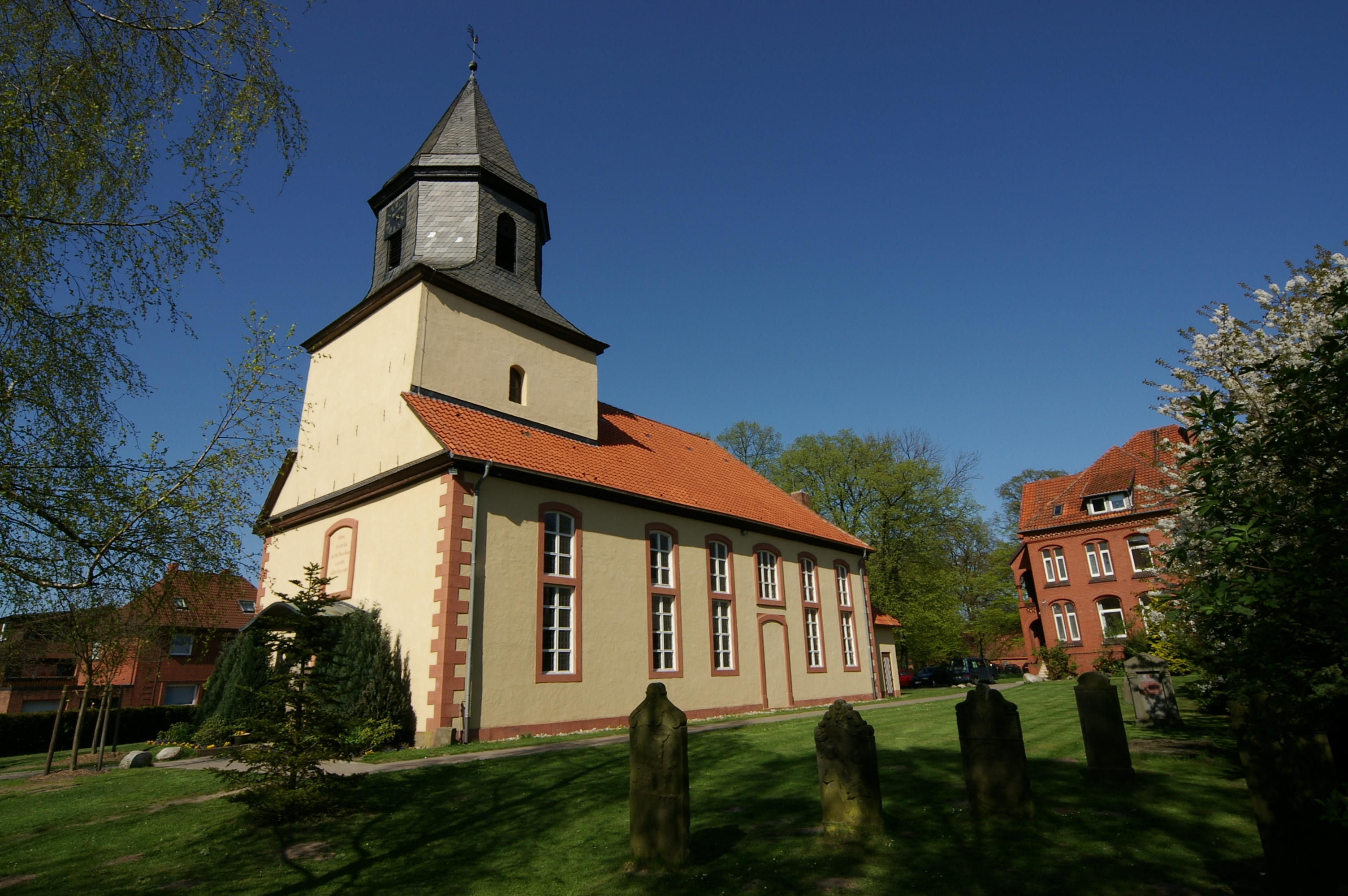
Kostel v městské části Osterwald
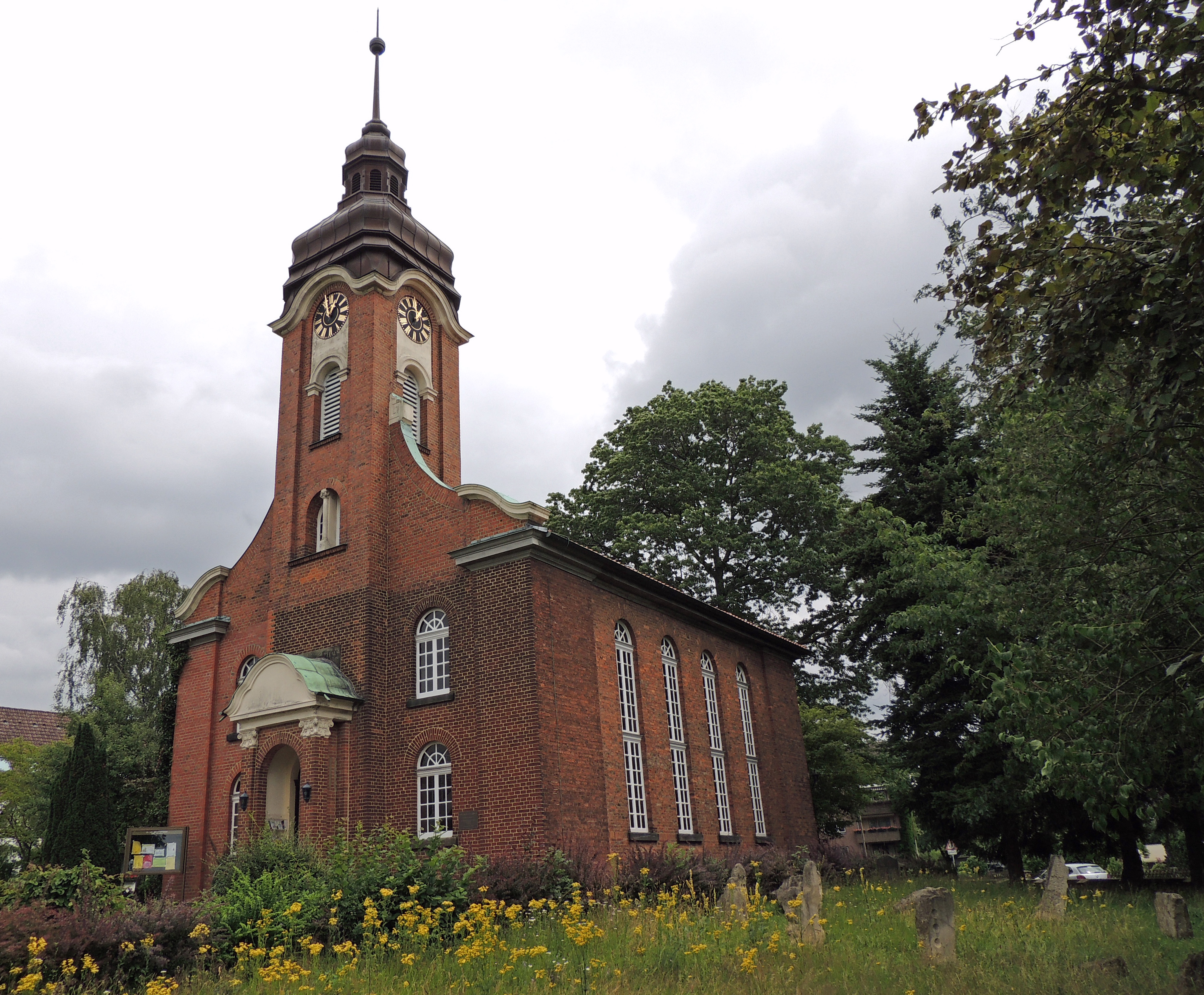
Kostel v městské části Altgarbsen
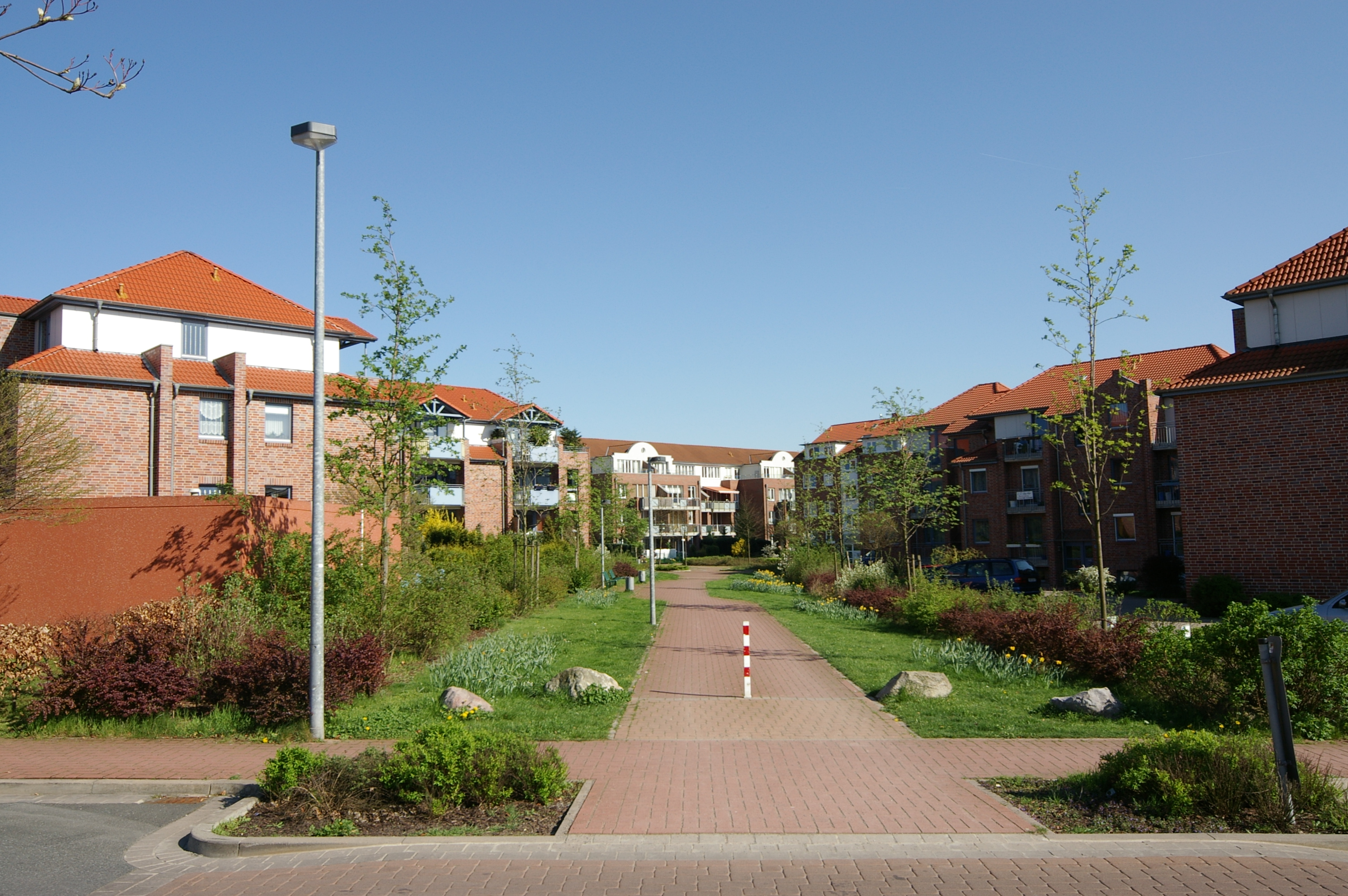
Zástavba v centru města